# Ugo Matania
Ugo Matania (Napoli, 12 dicembre 1888 – Napoli, 14 novembre 1979) è stato un artista, illustratore e giornalista italiano, noto per il suo lavoro in riviste britanniche durante la Prima Guerra Mondiale e per le sue collaborazioni con importanti testate italiane.

## Biografia

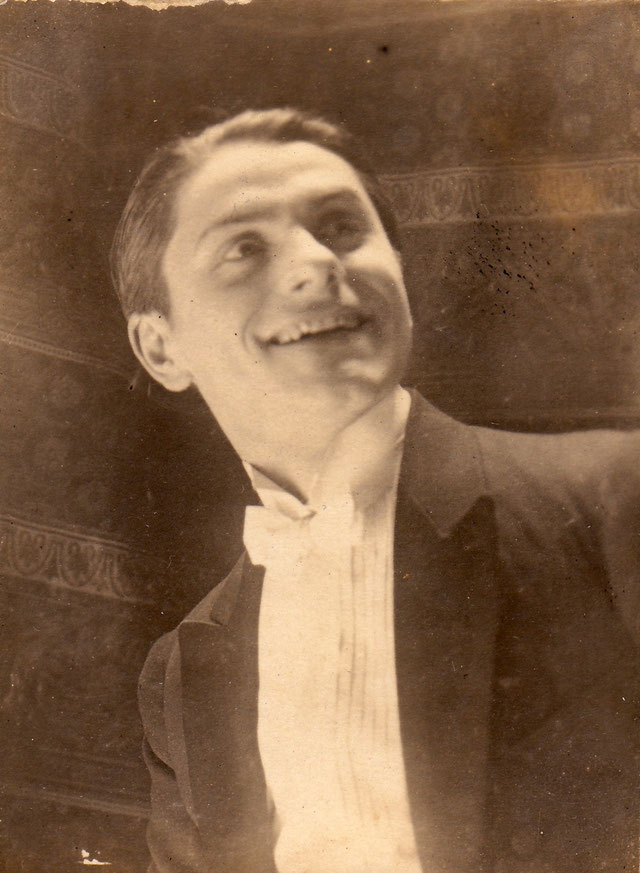
Ugo Matania (1923 ca.)

Nato a Napoli, Ugo Matania proveniva da una famiglia di artisti: era nipote di Eduardo Matania e cugino di Fortunino Matania, entrambi illustratori affermati. Studiò all'Istituto di Belle Arti di Napoli tra il 1905 e il 1911, dove fu allievo di Vincenzo Volpe.
Nel 1909 espose la sua opera To be or not to be alla Walker Art Gallery di Liverpool e successivamente alla II Esposizione Giovanile di Belle Arti di Napoli. Nel 1913 si trasferì a Londra, dove lavorò per riviste come "The Sphere", "The Strand Magazine", "Windsor Magazine" e "London Magazine". Rimase in Inghilterra dove sposò la cugina Anna figlia di Eduardo Matania. Nel 1924 tornò definitivamente a Napoli con la sua famiglia stabilendosi al Vomero dapprima in Villa Lucia e poi in Villa Belvedere. Ha avuto tre figli: Bruno (1923 - 2004), architetto e scultore, Tullia (1925), pittrice e scultrice e Vera (1933 - 2017) attrice.
Dopo il suo ritorno in Italia, Matania iniziò a collaborare con "Il Mattino Illustrato", per il quale illustrò copertine e disegni fino al 1943 anche per le altre testate dell'azienda (la S.E.M.) e cioè, «Il Mattino», «Modella», «Modellina». Negli anni successivi lavorò per diverse testate italiane, tra cui  "Scena Illustrata", "Illustrazione del popolo" (1941-1947), al quale si alternò con Walter Molino, "Corriere dei Piccoli" (1948-1954) e più tardi alla "Domenica del Corriere" (1948-1951) in sostituzione di Achille Beltrame con tavole di grande effetto e ancora «Il Romanzo per tutti», «Il Corriere d'Informazione».. 
Nel 1934 partecipò con successo al concorso "Della Regina", indetto dalla regina Elena per la creazione di una galleria di opere dedicate alla Grande Guerra. Negli anni Quaranta e Cinquanta proseguì la sua attività di illustratore, collaborando con "La Voce di Napoli!, continuando nel frattempo la sua ricerca pittorica figurativa fino alla metà degli anni settanta del Novecento, quando una progressiva cecità lo colpì. Nella casa-studio di Napoli oggi è conservato l'Archivio Matania come fonte di documentazione pittorica e giornalistica degli artisti della famiglia Matania, curato dall'"associazione Ugo Matania, libero centro di studi per le arti visive".

## Opere e stile
Matania si distinse per il suo stile naturalistico e descrittivo, sia nella pittura che nell'illustrazione. Le sue opere, caratterizzate da un forte impianto pittorico e da un uso espressivo della luce, spaziano dai ritratti ai paesaggi, fino alle scene di vita contemporanea. Contemporaneamente al lavoro di illustratore proseguiva una fertile produzione pittorica - ancora analiticamente da indagare - con la quale, in ritratti, scorci di interni e paesaggi si libera dalle inevitabili limitazioni della committenza editoriale col dare libero sfogo ad un tratto pittorico essenziale, esaltato da luci solari a brevi pennellate dai toni a volte post-impressionistici.
Tra i suoi lavori più noti vi sono: il ciclo delle illustrazioni per Il Mattino Illustrato (1924-1943) e La Domenica del Corriere. Nel 1939 ha composto la musica della canzone Serenata all'antica con le liriche del cugino Vittorio Parisi, famoso cantante dell'epoca.